# Dolor de cabeza
Dolor de cabeza è un singolo del cantante italiano Riki, pubblicato il 25 maggio 2018 come secondo estratto dal primo album dal vivo Live & Summer Mania.

## Descrizione
Il singolo ha visto la collaborazione del gruppo musicale statunitense CNCO.

## Tracce
1. Dolor de cabeza – 3:11 (testo: Bruno Nicolás Fernández, Christopher Velez, Erick Brian Colón, Joel Pimentel de León, Jose Luis Pagan, Max Borghetti, Riccardo Marcuzzo, Riccardo Scirè, Richard Camacho, Zabdiel De Jesús – musica: Bruno Nicolás Fernández (Dabruk))

## Classifiche
| Classifica (2018) | Posizione massima |
| ----------------- | ----------------- |
| Italia            | 43                |